# Doris Freedman
Doris Chanin Freedman (New York, 25 aprile 1928 – New York, 26 novembre 1981) è stata un'attivista e critica d'arte statunitense.
Presidente della CityWalls dal 1971. Fondò il Public Art Fund della città di New York nel 1977 unendo CityWalls e il Public Arts Council, entrambi fondati da lei. A lei è stata dedicata una piazza in prossimità di Central Park, la Doris Freedman Plaza.
"Una campionessa dell'arte pubblica per molti anni, Doris C. Freedman è stata il primo direttore degli affari culturali della città di New York durante l'amministrazione Lindsay, presidente della Municipal Art Society, e un'infaticabile sostenitrice dell'iniziativa Percent for Art a New York ."
Sua figlia, Susan K. Freedman, è presidente del Public Art Fund.